# Alarixe
Alarixe (forma vernácula para o árabe العريش al-ʿArīx, "vinha") é a capital e maior cidade da província egípcia do Sinai do Norte. Localizada 344 km a nordeste do Cairo, na península do Sinai, a cidade é banhada pelo mar Mediterrâneo. Sua população é de 14 900 habitantes (2002).